# Pallavolo al IX Festival olimpico estivo della gioventù europea
Le competizioni di pallavolo al IX Festival olimpico estivo della gioventù europea si sono svolte dal 21 al 29 luglio 2007 a Belgrado, in Serbia

## Podi

### Ragazze
| Evento           | Oro    | Argento | Bronzo  |
| Torneo femminile | Belgio | Serbia  | Turchia |